# Alessia Petraglia
Alessia Petraglia (Eboli, 16 ottobre 1967) è una politica italiana, senatrice della Repubblica nella XVII legislatura Italiana per Sinistra Italiana-Sinistra Ecologia e Libertà.

## Biografia
Nata a Eboli, nella provincia salernitana, dopo la maturità classica si trasferisce a Firenze, dove frequenta la Facoltà di giurisprudenza e inizia il suo impegno nel movimento studentesco. È stata presidente di "Allosanfan", associazione universitaria fiorentina.
Già attiva nell'ARCI di Firenze, dove è stata vicepresidente e ha seguito il settore della cultura, dei diritti, gli aspetti organizzativi e quelli della consulenza per le basi associative. È stata tra gli organizzatori del Social Forum Europeo tenutosi a Firenze nel novembre 2002.
Si candida alle elezioni regionali in Toscana del 2000 nella lista dei Democratici di Sinistra (DS), a sostegno del candidato presidente Claudio Martini, risultando la prima dei non eletti nella circoscrizione di Firenze con 3.618 voti preferenze, ma entra in consiglio regionale della Toscana il 6 maggio 2003 per le dimissioni del collega Carlo Melani.
Alle regionali toscane del 2005 viene rieletta in Consiglio Regionale nella medesima circoscrizione con la lista Uniti nell'Ulivo. Nel corso della legislatura regionale è membro della 4ª Commissione Sanità, della Commissione di Controllo della Commissione speciale per l’attuazione dell’ordine del giorno consiliare. In data 8 maggio 2008 entra a far parte della nuova Commissione di inchiesta su emergenza abitativa e della Commissione speciale per la normativa elettorale.
Nel 2007, al momento dello scioglimento dei DS per lasciare spazio al Partito Democratico, decide di aderire a Sinistra Democratica (SD) di Fabio Mussi e Cesare Salvi, diventando membro del direttivo regionale e nazionale; assieme a Bruna Giovannini il 19 luglio 2007 costituisce il gruppo SD in Consiglio Regionale toscano diventandone poi capogruppo.
Con Sinistra Democratica partecipa al processo di costituzione di Sinistra Ecologia e Libertà (SEL).
Alle elezioni politiche del 2013 viene candidata, ed eletta, al Senato della Repubblica, tra le liste di Sinistra Ecologia Libertà come capolista nella circoscrizione Toscana. L'8 maggio 2013 viene eletta segretaria del Senato in rappresentanza del gruppo misto.
Nel 2017, allo scioglimento di SEL, aderisce a Sinistra Italiana (SI). Alle elezioni politiche del 2018 è ricandidata al Senato della Repubblica, tra le liste di Liberi e Uguali nella circoscrizione Veneto, ma non viene rieletta.
È stata segreteria particolare del Sottosegretario di Stato al Ministero dell'Istruzione Peppe De Cristofaro, durante il secondo governo presieduto da Giuseppe Conte.
Il 27 giugno 2020 viene eletta, dall'assemblea regionale di SI in Toscana con il 60% dei voti, come portavoce del partito in Toscana. Successivamente il 27 luglio presenta, davanti all'assemblea regionale di SI, la sua relazione di sostegno alla lista "Toscana a Sinistra" di Tommaso Fattori alle imminenti elezioni regionali in Toscana, approvata con il 63% dei voti.
Il 23 febbraio 2021 viene eletta, dall'assemblea regionale di SI con l'89% dei voti, come coordinatrice regionale del partito in Toscana. Il 15 ottobre 2022 decade dalla carica quando la direzione nazionale di Sinistra Italiana commissaria la federazione toscana del partito.